# Shelta
Shelta (eget namn: De Gammon) är ett blandspråk mellan engelska och iriska som används av sheltafolket i Irland och delvis i Storbritannien också. Antal talare är cirka 27 000. Shelta har ganska många likheter med gamla irländska som talades på 1200-talet.
Språket har ingen skriftlig standard.
Räkneord 1-10 på shelta:
| 1   | 2   | 3      | 4      | 5      | 6    | 7       | 8    | 9    | 10           |
| --- | --- | ------ | ------ | ------ | ---- | ------- | ---- | ---- | ------------ |
| ayn | odd | sheeka | shaaka | shooka | shay | sheltoo | okht | ayen | chal gyetcha |